# Cseppfoltú aranybagoly
A cseppfoltú aranybagoly (Macdunnoughia confusa)  a rovarok (Insecta) osztályának a lepkék (Lepidoptera) rendjéhez, ezen belül a bagolylepkefélék (Noctuidae) családjához tartozó faj.

## Elterjedése
Közép-Európában melegebb éghajlaton gyakori, a nyílt gyepeken és az alacsony-fás területeken, száraz réteken, rétek, töltések, vasúti töltések, árvízvédelmi töltések oldalán, homokos síkságokon. A  Közel-Keleten és Közép-Ázsiában, de Kamcsatka, Japán, Kína és Korea területén is előfordul.

## Megjelenése
- lepke:  36–42 mm szárnyfesztávolságú, feje és teste csokoládé barna színű. Az első szárnyai sötétbarnák vagy szürkés-barna színűek. Egyedi, összetéveszthetetlen jellegű a szárnya és mintázata a jellegzetes szárny-görbülettel és a fehér folttal. A hátsó szárnyak sötétbarnák.
- hernyó: halvány szürke, zöld, szürke és a szürkés-barna, fényes oldalán csíkokkal.

## Életmódja
- nemzedék:  két nemzedéke van, a kedvező éghajlatú területeken, három generációja is lehet, a lepkék szinte folyamatosan március végétől október végéig rajzanak.
- hernyók tápnövényei: a polifág hernyók különböző lágyszárú növényekkel táplálkoznak. Tápnövények: csalán (Urtica dioica), a Clematis vitalba, Peucedanum officinale, Lamium purpureum, Achillea millefolium, az üröm (Artemisia absinthium), mezei üröm (Artemisia campestris), Senecio fuchsii, Cichorium endivia. A hernyó telel át, a bebábozódás a földön zajlik le.

## Fordítás
- Ez a szócikk részben vagy egészben  a   Schafgarben-Silbereule című német Wikipédia-szócikk fordításán alapul.  Az eredeti cikk szerkesztőit annak laptörténete sorolja fel. Ez a jelzés csupán a megfogalmazás eredetét és a szerzői jogokat jelzi, nem szolgál a cikkben szereplő információk forrásmegjelöléseként.